# 手塚佳代子
手塚 佳代子（てづか かよこ）は、日本の歌手。元ミュージカル女優。現在は歌手活動の傍ら企業イベントでの歌唱、企業のアンバサダーもこなす。元劇団四季女優、「17（イチナナ）Ｌｉｖｅ」のイベントにてVliver１位に輝き、台湾にて行われた世界戦に二度選抜、入賞経験を持つ。
桐蔭学園小学校、同中学校女子部卒業。洗足学園高等学校音楽科声楽専攻卒業。高校一年時に、洗足学園音楽大学附属高等学校ミュージカル『アニー』（アニー役）(洗足学園 前田ホール)に抜擢、同時期にはエステー化学ミュージカル 世界名作劇場『アルプスの少女ハイジ』（クララ役）に抜擢、三倉茉奈・佳奈（マナカナ）と共演。武蔵野音楽大学音楽学科声楽学部卒業。劇団四季のオーディションに合格。劇団四季研究所入所。同研究所卒業。
劇団四季でのデビュー作は研究所在籍中に『魔法を捨てたマジョリン』全国公演に出演。その後、Disney作品を中心に活躍した。
成績優秀者選抜の特別コンサートにて多数歌唱。
劇団四季研究所入所。劇団四季でのデビュー作は『魔法を捨てたマジョリン』全国公演。
現在は、歌手として勢力的に活動をしており、クラシックのコンクールでも入賞経験を持つ。
確かな歌唱力と、繊細なハイトーンボイスで魅了するこだわりのコンサートは常に満員御礼となり、音楽愛好家たちにとって待ち望まれるコンサートとなっている。クラシック音楽の名曲から、ブロードウェイ・ミュージカルのナンバーに留まらず音楽の垣根を超えて体現している。その魅力的なステージは幅広い層に親しまれている。

## 主な出演作品

### 舞台
- エステー化学ミュージカル 世界名作劇場『アルプスの少女ハイジ』（クララ役）
- 洗足学園音楽大学附属高等学校ミュージカル『アニー』（アニー役）(洗足学園 前田ホール)
- ハウス食品ミュージカル 世界名作劇場『若草物語』（長女 メグ役）
- ハウス食品ミュージカル 世界名作劇場『母を訪ねて三千里』（オフィーリア役）
- ハウス食品ミュージカル 世界名作劇場『小公女セーラ』（ラビーニア役）
- ハウス食品ミュージカル 世界名作劇場 『トラップ一家物語』（オペラ歌手 オットー・エイクホーン役）
- ハウス食品ミュージカル 世界名作劇場 『私のあしながおじさん』（ジュリア・ペンデルトン役）
- 劇団四季 ディズニーミュージカル『美女と野獣』ロングラン公演
- 劇団四季 ディズニーミュージカル『ライオンキング』ロングラン公演 (2枠キャスティング)
- 劇団四季 ファミリーミュージカル『魔法を捨てたマジョリン』全国公演
- 国連クラシックライブ 音楽劇『赤毛のアン』（大人 アン役）（東京国際フォーラム2年連続 出演）

その他、歌唱力を活かして ミュージカルコンサート等、多数出演。また、劇団四季の社会貢献活動の一環として、全国の小学校で開催されている。『美しい日本語の話し方教室』では、東京学芸大学附属小学校、慶応幼稚舎等、国公立、私立合計50校以上の教育活動に参画。

### ライブ・コンサート
- Aurora Lux 〜歌煌の光〜 CLASSICAL CROSSOVER CONCERT（竹芝 ／ BANK30）
- Aurora Lux Summer Edition Special Summer Concert（大手町 ／ 俺のフレンチグランメゾン大手町）
- Crypto Music Fes（東京 ／ FLOWERS LOFT）
- ウエノデ.パンダ春節祭
- ウエノデ.ビアフェスタ2023ウエノデ.ステージ
- ウエノデ.パンダ中秋節（二胡奏者、酒井 和嘉子と共演）
- Kayoko Tezuka New Year Consert 2024 (赤坂 ／ サントリーホール　ブルーローズ)
- ウエノデ.パンダ春節祭2024（世界チャンピオン Yo-Yo Entertainer TOMMYと共演）

その他、東京ベイコート倶楽部、ホテルニューオータニ、ヒルトン東京お台場など企業イベントに出演。